# تی‌او-۱۸

ترسیم آی‌سی ZN414 در پکیج تی‌او-۱۸

تی‌او-۱۸ در صنایع الکترونیک یک نوع بسته‌بندی فلزی برای ترانزیستور است؛ بنابراین این نوع بسته‌بندی گران‌تر از نوع مشابه در بسته‌بندی پلاستیکی تی‌او-۹۲ می‌باشد. این نام را جی‌ای‌دی‌ای‌سی به اختصار درآورده است. تی برای ترانزیستور، او برای اوتلاین یا شکل اجمالی و دست آخر عدد ۱۸ شمارهٔ بسته‌بندی را نشان می‌دهد.

## کاربردها و گوناگونی‌ها
این نوع بسته‌بندی تی‌او-۱۸ ۳ پایه دارد و می‌تواند برای ترانزیستورها و غیره قطعات که بیشتر از ۳ پایه ندارند مورد استفاده قرار گیرد. کاربردهای دیگر آن مانند: دیودها، دیودهای نوری و ال‌ای‌دی که به تنهایی ۲ پایه دارند می‌تواند مورد استفاده قرار گیرد.